# Aleš Sekot
Aleš Sekot (* 27. března 1947) je český sociolog.

## Život a kariéra
Byl vědeckým aspirantem Sociologického ústavu Slovenské akademie věd, poté vědeckým pracovníkem ÚVA SV.[ujasnit] V roce 2010 se stal profesorem na Univerzitě Komenského v Bratislavě.
Prof. Sekot se soustřeďoval na sociologické aspekty religiozity v konfrontaci s vědeckým ateismem a dále pak na sociologii náboženství. Převažoval badatelský zájem o metodismus, světový ekumenismus či soudobý náboženský fundamentalismus. Po revoluci přešel na sociologii sportu a na teoretický marketing. Badatelským zájmem mezi lety 2002–2023 je vztah společnosti a sportu rámovaný stovkami publikačních výstupů a působením na evropských, asijských a afrických univerzitách. Mimoakademická aktivita je v současnosti zřejmá i na vyžádaných sociologických a politologických komentářích k aktuálním mezinárodním a vnitropolitickým událostem pro Euro zprávy a Expert Prima News.

## Dílo
- Soudobé proměny náboženství. Ateizmus. 1980, roč. 8, č. 6, s. 571 - 584.
- Sociologie náboženství. Sociologická knižnice, 1985
- Sport a společnost. Masarykova univerzita. 2004
- Sociologie v kostce. Masarykova univerzita a Paido. 2006
- Sociologie sportu. Masarykova univerzita a Paido. 2006
- Sociologické problémy sportu. GRADA. 2008
- Úvod do sociální patologie. Masarykova univerzita. 2010
- Sociologie sportu: Aktuální problémy. Masarykova univerzita. 20014
- Pohybové aktivity pohledem sociologie. Masarykova univerzita. MUNIpress. 2015
- Rodiče a sport dětí. Masarykova univerzita. MUNIpress 2019.